# Russell Golding Park
Der Russell Golding Park ist eine 20,2 Ar große, städtische Grünanlage im nordöstlichen Teil von Bayonne im Hudson County im US-Bundesstaat New Jersey. Der 1969 eingerichtete Park befindet sich gegenüber der Kreuzung von Avenue East und East 49th Street und verfügt über einige Basketballplätze und ein Schwimmbecken.
Seit 2010 will die Stadt diese viel genutzte Grünanlage vergrößern und versucht in direkter Umgebung Parzellen zu erwerben; unter anderem zwei direkt anliegende Tankstellen, um dieses Ziel zu erreichen. Im September 2010 wurde der Stadt vom Hudson County, mehr als 2,2 Millionen USD zur Vergrößerung bewilligt.